# Primer ministro de Rumania
El primer ministro de Rumania es el jefe de Gobierno de dicho país. Es designado por el presidente de Rumania y ratificado por la Cámara de Diputados tras las elecciones legislativas en el país. El actual primer ministro del país es Ilie Bolojan, desde el 23 de junio de 2025.

## Historia
El cargo ejecutivo del gobierno rumano (Presidente del Consejo de Ministros) se remonta a la creación del Principado de Rumania en 1859, aunque el cargo se creó oficialmente en 1862. Con la creación de la monarquía el cargo fue pasando por distintas etapas, así, hasta 1938 se trató de una monarquía constitucional donde el monarca gozaba de bastantes poderes ejecutivos. Durante esta época los principales partidos fueron el PC, PNT (agrarismo) y los liberales del Partido Nacional Liberal que dominaron la política rumana desde finales del siglo XIX hasta los años 30 del siglo XX. A partir de 1938, la situación europea se complica con el ascenso del fascismo, el expansionismo nazi y la debilidad de las fuerzas democráticas tradicionales, ante esto, Rumania pasará por una dictadura fascista (1937-1938) controlada por el Partido Nacional Cristiano. 
La situación interna no mejoró por los continuos enfrentamientos del rey Carlos II con el grupo fascista de la Guardia de Hierro. La respuesta del monarca fue instaurar un sistema autocrático (Constitución rumana de 1938) donde se abolió la separación de poderes con un ejecutivo que sólo rendiría cuentas ante el monarca, y que estaba en manos del único partido legal, el Frente de Renacimiento Nacional. Durante la Segunda Guerra Mundial, se impuso la dictadura militar de Ion Antonescu (1941-1944) como jefe del gobierno.
Con la liberación del país por las tropas soviéticas, Rumania cae en la órbita de Moscú se impone un estado socialista. Las constituciones rumanas de 1948 y 1952 mantendrán el cargo de presidente del Consejo de Ministros, siendo elegido por la Gran Asamblea Nacional como órgano legislativo supremo, ejerce el poder ejecutivo siguiendo las directrices marcadas por la Gran Asamblea Nacional, y cuando esta no esta reunida, el Presidium. Con la constitución de 1965 el cargo pasó a denominarse primer ministro.
En 1989 triunfó la revolución popular contra el gobierno de Nicolae Ceaucescu, y se estableció el actual régimen semipresidencialista con base en la Constitución rumana de 1991. 

## Nombramiento
Las elecciones generales en Rumania determina la elección del presidente de la República y la composición del Parlamento del país. De esta composición, y posteriores acuerdos políticos, saldrá el candidato para formar el nuevo gobierno. Según la constitución nacional en su artículo 103 será el Presidente de Rumania quien designe al candidato al cargo de primer ministro, previa consulta con el partido que tenga la mayoría absoluta en el Parlamento. En caso de no existir se consultará a todos los partidos. Una vez elegido y conformado su gobierno, este debe someterse a la confianza del Parlamento de Rumania (compuesto por la Cámara de Diputados y el Senado). 
El cargo del primer ministro será incompatible con el ejercicio de otro cargo público de autoridad, salvo el de diputado o de senador (artículo 105).

## Mandato
El mandato del jefe del gobierno es de cuatro años sin limitación para ser reelegido. Si bien su nombramiento depende del presidente, este no puede destituir al primer ministro (artículo 107), pero si puede nombrar un nuevo primer ministro interino entre los miembros del gobierno, sin necesidad de convocar elecciones, en el caso de dimisión, por revocación, por la pérdida de los derechos electorales, por incompatibilidad, por fallecimiento (artículo 106). Este ejercerá hasta la formación de un nuevo gobierno. Por ello, aunque el primer ministro ejerce la dirección dentro del gobierno, su ausencia, por los motivos del artículo 106, no implica el cese de su gobierno. Todo el gobierno es responsable ante la Cámara de Diputados y cesaría en caso de nuevas elecciones o la retirada de la confianza parlamentaria. 

## Facultades constitucionales
El Gobierno, de acuerdo a su programa de gobierno aceptado por el Parlamento, asegurará la realización de la política interior y exterior del país y ejercerá la dirección general de la administración pública (artículo 102). Su responsabilidad es ante el poder legislativo (artículo 112 y 114) y deberá informar de sus actuaciones ante este (artículo 111). 
Una de las características de la relación entre el Gobierno y el poder legislativo en Rumania es que el gobierno debe asumir responsabilidades o podrá verse cuestionado por ambas cámaras en sesión conjunta en referencia a un programa, una declaración de política general o un proyecto de ley (artículo 114). Además podrá someterse a una moción de censura (en reunión conjunta de ambas cámaras) que de no ser superada obligaría al gobierno en pleno a dimitir (artículo 113)

## Lista de primeros ministros de Rumania (1862-)
| Nombre                                      | Nombre                        | Nombre                                                                        | Inicio                                                                            | Fin                                                                                    | Partido              | Elecciones | Jefe de Estado | Jefe de Estado                     |
| ------------------------------------------- | ----------------------------- | ----------------------------------------------------------------------------- | --------------------------------------------------------------------------------- | -------------------------------------------------------------------------------------- | -------------------- | ---------- | -------------- | ---------------------------------- |
| Principado de Rumanía (1862-1881)           |                               |                                                                               |                                                                                   |                                                                                        |                      |            |                |                                    |
|                                             |                               | Barbu Catargiu (1807-1862) Presidente del Consejo de Ministros                | 15 de febrero de 1862                                                             | 8 de junio de 1862                                                                     | Conservador          |            |                | Alejandro Juan I (1862-1866)       |
|                                             |                               | Apostol Arsache (1789-1869) Presidente interino del Consejo de Ministros      | 8 de junio de 1862                                                                | 23 de junio de 1862                                                                    | Conservador          |            |                | Alejandro Juan I (1862-1866)       |
|                                             |                               | Nicolae Creţulescu (1812-1900) Presidente del Consejo de Ministros            | 24 de junio de 1862                                                               | 11 de octubre de 1863                                                                  | Liberal Moderado     |            |                | Alejandro Juan I (1862-1866)       |
|                                             |                               | Mihail Kogălniceanu (1817-1891) Presidente del Consejo de Ministros           | 11 de octubre de 1863                                                             | 26 de enero de 1865                                                                    | Liberal Moderado     | 1865       |                | Alejandro Juan I (1862-1866)       |
|                                             |                               | Constantin Bosianu (1815-1882) Presidente del Consejo de Ministros            | 26 de enero de 1865                                                               | 14 de junio de 1865                                                                    | Liberal Moderado     |            |                | Alejandro Juan I (1862-1866)       |
|                                             |                               | Nicolae Creţulescu (1812-1900) Presidente del Consejo de Ministros            | 14 de junio de 1865                                                               | 11 de febrero de 1866                                                                  | Liberal Moderado     |            |                | Alejandro Juan I (1862-1866)       |
|                                             |                               | Ion Ghica (1816-1897) Presidente del Consejo de Ministros                     | 11 de febrero de 1866                                                             | 10 de mayo de 1866                                                                     | Liberal Moderado     | abr. 1866  |                | Alejandro Juan I (1862-1866)       |
|                                             | Carlos I (1866-1881)          | Ion Ghica (1816-1897) Presidente del Consejo de Ministros                     | 11 de febrero de 1866                                                             | 10 de mayo de 1866                                                                     | Liberal Moderado     | abr. 1866  |                |                                    |
|                                             |                               | Lascăr Catargiu (1812-1900) Presidente del Consejo de Ministros               | 24 de mayo de 1866                                                                | 28 de julio de 1866                                                                    | Conservador          |            |                |                                    |
|                                             |                               | Príncipe Ion Ghica (1816-1897) Presidente del Consejo de Ministros            | 28 de julio de 1866                                                               | 13 de marzo de 1867                                                                    | Liberal Moderado     |            |                |                                    |
|                                             |                               | Constantin Kretzulescu (1809-1884) Presidente del Consejo de Ministros        | 13 de marzo de 1867                                                               | 26 de noviembre de 1867                                                                | Liberal Moderado     |            |                |                                    |
|                                             |                               | Ştefan Golescu (1809-1874) Presidente del Consejo de Ministros                | 26 de noviembre de 1867                                                           | 12 de mayo de 1868                                                                     | Liberal Radical      |            |                |                                    |
|                                             |                               | Nicolae Constantin Golescu (1810-1877) Presidente del Consejo de Ministros    | 12 de mayo de 1868                                                                | 15 de noviembre de 1868                                                                | Liberal Radical      |            |                |                                    |
|                                             |                               | Dimitrie Ghica (1816-1897) Presidente del Consejo de Ministros                | 16 de noviembre de 1868                                                           | 27 de enero de 1870                                                                    | Conservador Moderado |            |                |                                    |
|                                             |                               | Alexandru G. Golescu (1819-1881) Presidente del Consejo de Ministros          | 2 de febrero de 1870                                                              | 18 de abril de 1870                                                                    | Liberal Moderado     | 1869       |                |                                    |
|                                             |                               | Manolache Costache Epureanu (1823-1884) Presidente del Consejo de Ministros   | 20 de abril de 1870                                                               | 18 de diciembre de 1870                                                                | Conservador          |            |                |                                    |
|                                             |                               | Ion Ghica (1816-1897) Presidente del Consejo de Ministros                     | 18 de diciembre de 1870                                                           | 11 de marzo de 1871                                                                    | Liberal Moderado     |            |                |                                    |
|                                             |                               | Lascăr Catargiu (1823-1899) Presidente del Consejo de Ministros               | 11 de marzo de 1871                                                               | 30 de marzo de 1876                                                                    | Conservador          |            |                |                                    |
|                                             |                               | Ion Emanuel Florescu (1819-1893) Presidente del Consejo de Ministros          | 4 de abril de 1876                                                                | 26 de abril de 1876                                                                    | Conservador          |            |                |                                    |
|                                             |                               | Manolache Costache Epureanu (1823-1884) Presidente del Consejo de Ministros   | 6 de mayo de 1876                                                                 | 5 de agosto de 1876                                                                    | PNL                  |            |                |                                    |
|                                             |                               | Ion C. Brătianu (1821-1891) Presidente del Consejo de Ministros               | 5 de agosto de 187624 de noviembre de 187811 de julio de 1879                     | 24 de noviembre de 187810 de julio de 187913 de marzo de 1881                          | PNL                  |            |                |                                    |
| Reino de Rumanía (1881-1947)                |                               |                                                                               |                                                                                   |                                                                                        |                      |            |                |                                    |
|                                             |                               | Ion C. Brătianu (1821-1891) Presidente del Consejo de Ministros               | 13 de marzo de 1881                                                               | 9 de abril de 1881                                                                     | PNL                  |            |                | Carlos I (1881-1914)               |
|                                             |                               | Dimitrie Brătianu (1818-1892) Presidente del Consejo de Ministros             | 10 de abril de 1881                                                               | 8 de junio de 1881                                                                     | PNL                  |            |                | Carlos I (1881-1914)               |
|                                             |                               | Ion C. Brătianu (1821-1891) Presidente del Consejo de Ministros               | 9 de junio de 1881                                                                | 20 de marzo de 1888                                                                    | PNL                  |            |                | Carlos I (1881-1914)               |
|                                             |                               | Teodor Rosetti (1837-1923) Presidente del Consejo de Ministros                | 13 de abril de 188811 de noviembre de 1888                                        | 12 de noviembre de 188822 de marzo de 1889                                             | PC                   |            |                | Carlos I (1881-1914)               |
|                                             |                               | Lascăr Catargiu (1823-1899) Presidente del Consejo de Ministros               | 29 de marzo de 1889                                                               | 3 de noviembre de 1889                                                                 | PC                   |            |                | Carlos I (1881-1914)               |
|                                             |                               | Gheorghe Manu (1833-1911) Presidente del Consejo de Ministros                 | 5 de noviembre de 1889                                                            | 15 de febrero de 1891                                                                  | PC                   |            |                | Carlos I (1881-1914)               |
|                                             |                               | Ion Emanuel Florescu (1819-1893) Presidente del Consejo de Ministros          | 2 de marzo de 1891                                                                | 29 de diciembre de 1891                                                                | PC                   |            |                | Carlos I (1881-1914)               |
|                                             |                               | Lascăr Catargiu (1823-1899) Presidente del Consejo de Ministros               | 29 de diciembre de 1891                                                           | 15 de octubre de 1895                                                                  | PC                   |            |                | Carlos I (1881-1914)               |
|                                             |                               | Dimitrie Sturdza (1833-1914) Presidente del Consejo de Ministros              | 15 de octubre de 1895                                                             | 2 de diciembre de 1896                                                                 | PNL                  |            |                | Carlos I (1881-1914)               |
|                                             |                               | Petre S. Aurelian (1833-1909) Presidente del Consejo de Ministros             | 2 de diciembre de 1896                                                            | 12 de abril de 1897                                                                    | PNL                  |            |                | Carlos I (1881-1914)               |
|                                             |                               | Dimitrie Sturdza (1833-1914) Presidente del Consejo de Ministros              | 12 de abril de 1897                                                               | 23 de abril de 1899                                                                    | PNL                  |            |                | Carlos I (1881-1914)               |
|                                             |                               | Gheorghe Cantacuzino (1832-1913) Presidente del Consejo de Ministros          | 23 de abril de 1899                                                               | 19 de julio de 1900                                                                    | PC                   |            |                | Carlos I (1881-1914)               |
|                                             |                               | Petre P. Carp (1837-1919) Presidente del Consejo de Ministros                 | 19 de julio de 1900                                                               | 13 de febrero de 1901                                                                  | PC                   |            |                | Carlos I (1881-1914)               |
|                                             |                               | Dimitrie Sturdza (1833-1914) Presidente del Consejo de Ministros              | 27 de febrero de 1901                                                             | 4 de enero de 1906                                                                     | PNL                  |            |                | Carlos I (1881-1914)               |
|                                             |                               | Gheorghe Cantacuzino (1832-1913) Presidente del Consejo de Ministros          | 4 de enero de 1906                                                                | 24 de marzo de 1907                                                                    | PC                   |            |                | Carlos I (1881-1914)               |
|                                             |                               | Dimitrie Sturdza (1833-1914) Presidente del Consejo de Ministros              | 24 de marzo de 1907                                                               | 9 de enero de 1909                                                                     | PNL                  |            |                | Carlos I (1881-1914)               |
|                                             |                               | Ion I. C. Brătianu (1864-1927) Presidente del Consejo de Ministros            | 9 de enero de 19094 de marzo de 1909                                              | 4 de marzo de 190928 de diciembre de 1910                                              | PNL                  |            |                | Carlos I (1881-1914)               |
|                                             |                               | Petre P. Carp (1837-1919) Presidente del Consejo de Ministros                 | 29 de diciembre de 1910                                                           | 28 de marzo de 1912                                                                    | PC                   |            |                | Carlos I (1881-1914)               |
|                                             |                               | Titu Maiorescu (1840-1917) Presidente del Consejo de Ministros                | 28 de marzo de 191210 de abril de 1912                                            | 14 de octubre de 191231 de diciembre de 1913                                           | PNL                  |            |                | Carlos I (1881-1914)               |
|                                             |                               | Ion I. C. Brătianu (1864-1927) Presidente del Consejo de Ministros            | 4 de enero de 191410 de diciembre de 1916                                         | 10 de diciembre de 191628 de enero de 1918                                             | PNL                  |            |                | Carlos I (1881-1914)               |
|                                             | Fernando I (1914-1927)        | Ion I. C. Brătianu (1864-1927) Presidente del Consejo de Ministros            | 4 de enero de 191410 de diciembre de 1916                                         | 10 de diciembre de 191628 de enero de 1918                                             | PNL                  |            |                |                                    |
|                                             |                               | Alexandru Averescu (1859-1938) Presidente del Consejo de Ministros            | 29 de enero de 1918                                                               | 4 de marzo de 1918                                                                     | Militar              |            |                |                                    |
|                                             |                               | Alexandru Marghiloman (1854-1925) Presidente del Consejo de Ministros         | 5 de marzo de 1918                                                                | 23 de octubre de 1918                                                                  | PC                   |            |                |                                    |
|                                             |                               | Constantin Coandă (1857-1932) Presidente del Consejo de Ministros             | 24 de octubre de 1918                                                             | 29 de noviembre de 1918                                                                | Militar              |            |                |                                    |
|                                             |                               | Ion I. C. Brătianu (1864-1927) Presidente del Consejo de Ministros            | 29 de noviembre de 1918                                                           | 26 de octubre de 1919                                                                  | PNL                  |            |                |                                    |
|                                             |                               | Artur Văitoianu (1864-1956) Presidente del Consejo de Ministros               | 27 de octubre de 1919                                                             | 30 de noviembre de 1919                                                                | Militar              |            |                |                                    |
|                                             |                               | Alexandru Vaida-Voevod (1872-1950) Presidente del Consejo de Ministros        | 1 de diciembre de 1919                                                            | 12 de marzo de 1920                                                                    | PNR                  | 1919       |                |                                    |
|                                             |                               | Alexandru Averescu (1859-1938) Presidente del Consejo de Ministros            | 13 de marzo de 1920                                                               | 16 de diciembre de 1921                                                                | PP                   | 1920       |                |                                    |
|                                             |                               | Take Ionescu (1858-1922) Presidente del Consejo de Ministros                  | 17 de diciembre de 1921                                                           | 19 de enero de 1922                                                                    | PCD                  |            |                |                                    |
|                                             |                               | Ion I. C. Brătianu (1864-1927) Presidente del Consejo de Ministros            | 19 de enero de 1922                                                               | 29 de marzo de 1926                                                                    | PNL                  | 1922       |                |                                    |
|                                             |                               | Alexandru Averescu (1859-1938) Presidente del Consejo de Ministros            | 30 de marzo de 1926                                                               | 4 de junio de 1927                                                                     | PP                   | 1926       |                |                                    |
|                                             |                               | Barbu Ştirbey (1872-1946) Presidente del Consejo de Ministros                 | 4 de junio de 1927                                                                | 20 de junio de 1927                                                                    | Indep.               |            |                |                                    |
|                                             |                               | Ion I. C. Brătianu (1864-1927) Presidente del Consejo de Ministros            | 21 de junio de 1927                                                               | 24 de noviembre de 1927                                                                | PNL                  | 1927       |                |                                    |
|                                             | Miguel I (1927-1930)          | Ion I. C. Brătianu (1864-1927) Presidente del Consejo de Ministros            | 21 de junio de 1927                                                               | 24 de noviembre de 1927                                                                | PNL                  | 1927       |                |                                    |
|                                             |                               | Vintilă Brătianu (1867-1930) Presidente del Consejo de Ministros              | 24 de noviembre de 1927                                                           | 9 de noviembre de 1928                                                                 | PNL                  |            |                |                                    |
|                                             |                               | Iuliu Maniu (1873-1953) Presidente del Consejo de Ministros                   | 11 de noviembre de 1928                                                           | 6 de junio de 1930                                                                     | PNT                  | 1928       |                |                                    |
|                                             |                               | Gheorghe G. Mironescu (1874-1949) Presidente del Consejo de Ministros         | 7 de junio de 1930                                                                | 12 de junio de 1930                                                                    | PNT                  |            |                |                                    |
|                                             | Carlos II (1930-1940)         | Gheorghe G. Mironescu (1874-1949) Presidente del Consejo de Ministros         | 7 de junio de 1930                                                                | 12 de junio de 1930                                                                    | PNT                  |            |                |                                    |
|                                             |                               | Iuliu Maniu (1873-1953) Presidente del Consejo de Ministros                   | 13 de junio de 1930                                                               | 9 de octubre de 1930                                                                   | PNT                  |            |                |                                    |
|                                             |                               | Gheorghe G. Mironescu (1874-1949) Presidente del Consejo de Ministros         | 10 de octubre de 1930                                                             | 17 de abril de 1931                                                                    | PNT                  |            |                |                                    |
|                                             |                               | Nicolae Iorga (1871-1940) Presidente del Consejo de Ministros                 | 18 de abril de 1931                                                               | 5 de junio de 1932                                                                     | PND                  | 1931       |                |                                    |
|                                             |                               | Alexandru Vaida-Voevod (1872-1950) Presidente del Consejo de Ministros        | 6 de junio de 193210 de agosto de 1932                                            | 11 de agosto de 193219 de octubre de 1932                                              | PNT                  | 1932-      |                |                                    |
|                                             |                               | Iuliu Maniu (1873-1953) Presidente del Consejo de Ministros                   | 20 de octubre de 1932                                                             | 13 de enero de 1933                                                                    | PNT                  |            |                |                                    |
|                                             |                               | Alexandru Vaida-Voevod (1872-1950) Presidente del Consejo de Ministros        | 14 de enero de 1933                                                               | 13 de noviembre de 1933                                                                | PNT                  |            |                |                                    |
|                                             |                               | Ion Duca (1879-1933) Presidente del Consejo de Ministros                      | 14 de noviembre de 1933                                                           | 29 de diciembre de 1933                                                                | PNL                  | 1933       |                |                                    |
|                                             |                               | Constantin Angelescu (1869-1948) Presidente interino del Consejo de Ministros | 29 de diciembre de 1933                                                           | 3 de enero de 1934                                                                     | PNL                  |            |                |                                    |
|                                             |                               | Gheorghe Tătărescu (1886-1957) Presidente del Consejo de Ministros            | 4 de enero de 19341 de octubre de 193429 de agosto de 193617 de noviembre de 1937 | 1 de octubre de 193429 de agosto de 193614 de noviembre de 193728 de diciembre de 1937 | PNL                  |            |                |                                    |
|                                             |                               | Octavian Goga (1881-1938) Presidente del Consejo de Ministros                 | 29 de diciembre de 1937                                                           | 10 de febrero de 1938                                                                  | PNC                  | 1937       |                |                                    |
|                                             |                               | Miron Cristea (1868-1939) Presidente del Consejo de Ministros                 | 11 de febrero de 193829 de marzo de 19381 de febrero de 1939                      | 29 de marzo de 19381 de febrero de 19396 de marzo de 1939                              | Indep.               |            |                |                                    |
|                                             |                               | Armand Călinescu (1893-1939) Presidente del Consejo de Ministros              | 7 de marzo de 1939                                                                | 21 de septiembre de 1939                                                               | FRN                  | 1939       |                |                                    |
|                                             |                               | Gheorghe Argeşanu (1883-1940) Presidente del Consejo de Ministros             | 21 de septiembre de 1939                                                          | 28 de septiembre de 1939                                                               | FRN                  |            |                |                                    |
|                                             |                               | Constantin Argetoianu (1886-1957) Presidente del Consejo de Ministros         | 28 de septiembre de 1939                                                          | 23 de noviembre de 1939                                                                | FRN                  |            |                |                                    |
|                                             |                               | Gheorghe Tătărescu (1886-1957) Presidente del Consejo de Ministros            | 24 de noviembre de 193910 de mayo de 1940                                         | 11 de mayo de 19404 de julio de 1940                                                   | FRN                  |            |                |                                    |
|                                             |                               | Ion Gigurtu (1886-1959) Presidente del Consejo de Ministros                   | 4 de julio de 1940                                                                | 4 de septiembre de 1940                                                                | FRN                  |            |                |                                    |
|                                             |                               | Ion Antonescu (1882-1946) Presidente del Consejo de Ministros                 | 4 de septiembre de 194014 de septiembre de 194027 de enero de 1941                | 14 de septiembre de 194024 de enero de 194123 de agosto de 1944                        | Militar              |            |                |                                    |
|                                             | Miguel I (1940-1947)          | Ion Antonescu (1882-1946) Presidente del Consejo de Ministros                 | 4 de septiembre de 194014 de septiembre de 194027 de enero de 1941                | 14 de septiembre de 194024 de enero de 194123 de agosto de 1944                        | Militar              |            |                |                                    |
|                                             |                               | Constantin Sănătescu (1885-1947) Presidente del Consejo de Ministros          | 27 de agosto de 19444 de noviembre de 1944                                        | 3 de noviembre de 19445 de diciembre de 1944                                           | Militar              |            |                |                                    |
|                                             |                               | Nicolae Rădescu (1874-1953) Presidente del Consejo de Ministros               | 6 de diciembre de 1944                                                            | 28 de febrero de 1945                                                                  | Militar              |            |                |                                    |
|                                             |                               | Petru Groza (1884-1958) Presidente del Consejo de Ministros                   | 6 de marzo de 19451 de diciembre de 1946                                          | 30 de noviembre de 194529 de diciembre de 1947                                         | Frente de Labradores | -1946      |                |                                    |
| Nombre                                      | Nombre                        | Nombre                                                                        | Inicio                                                                            | Fin                                                                                    | Partido              | Elecciones | Presidente     | Presidente                         |
| República Popular de Rumania (1947-1965)    |                               |                                                                               |                                                                                   |                                                                                        |                      |            |                |                                    |
|                                             |                               | Petru Groza (1884-1958) Presidente del Consejo de Ministros                   | 30 de diciembre de 194714 de abril de 1948                                        | 14 de abril de 19482 de junio de 1952                                                  | FL                   | 1948       |                | Constantin I. Parhon (1947-1952)   |
|                                             |                               | Gheorghe Gheorghiu-Dej (1901-1965) Presidente del Consejo de Ministros        | 2 de junio de 195228 de enero de 1953                                             | 28 de enero de 19534 de octubre de 1955                                                | PCR                  | -1952      |                | Constantin I. Parhon (1947-1952)   |
|                                             | Petru Groza (1952-1958)       | Gheorghe Gheorghiu-Dej (1901-1965) Presidente del Consejo de Ministros        | 2 de junio de 195228 de enero de 1953                                             | 28 de enero de 19534 de octubre de 1955                                                | PCR                  | -1952      |                |                                    |
|                                             |                               | Chivu Stoica (1908-1975) Presidente del Consejo de Ministros                  | 4 de octubre de 195519 de marzo de 1957                                           | 19 de marzo de 195720 de marzo de 1961                                                 | PCR                  | -1957      |                |                                    |
|                                             | Interinidad colegiada (1958)  | Chivu Stoica (1908-1975) Presidente del Consejo de Ministros                  | 4 de octubre de 195519 de marzo de 1957                                           | 19 de marzo de 195720 de marzo de 1961                                                 | PCR                  | -1957      |                |                                    |
|                                             | Ion G. Maurer (1958-1961)     | Chivu Stoica (1908-1975) Presidente del Consejo de Ministros                  | 4 de octubre de 195519 de marzo de 1957                                           | 19 de marzo de 195720 de marzo de 1961                                                 | PCR                  | -1957      |                |                                    |
|                                             |                               | Ion Gheorghe Maurer (1902-2000) Presidente del Consejo de Ministros           | 21 de marzo de 196118 de marzo de 1965                                            | 18 de marzo de 196520 de agosto de 1965                                                | PCR                  | 19611965   |                | Gheorghe Gheorghiu-Dej (1961-1965) |
|                                             | Interinidad colegiada (1965)  | Ion Gheorghe Maurer (1902-2000) Presidente del Consejo de Ministros           | 21 de marzo de 196118 de marzo de 1965                                            | 18 de marzo de 196520 de agosto de 1965                                                | PCR                  | 19611965   |                |                                    |
|                                             | Chivu Stoica (1965-1967)      | Ion Gheorghe Maurer (1902-2000) Presidente del Consejo de Ministros           | 21 de marzo de 196118 de marzo de 1965                                            | 18 de marzo de 196520 de agosto de 1965                                                | PCR                  | 19611965   |                |                                    |
| República Socialista de Rumania (1965-1989) |                               |                                                                               |                                                                                   |                                                                                        |                      |            |                |                                    |
|                                             |                               | Ion Gheorghe Maurer (1902-2000) Primer ministro                               | 21 de agosto de 19659 de diciembre de 196712 de marzo de 1969                     | 8 de diciembre de 196712 de marzo de 196927 de febrero de 1974                         | PCR                  | -1969      |                | Chivu Stoica (1965-1967)           |
|                                             | Nicolae Ceaușescu (1967-1989) | Ion Gheorghe Maurer (1902-2000) Primer ministro                               | 21 de agosto de 19659 de diciembre de 196712 de marzo de 1969                     | 8 de diciembre de 196712 de marzo de 196927 de febrero de 1974                         | PCR                  | -1969      |                |                                    |
|                                             |                               | Manea Mănescu (1916-2009) Primer ministro                                     | 27 de febrero de 197418 de marzo de 1975                                          | 18 de marzo de 197530 de marzo de 1979                                                 | PCR                  | -1975      |                |                                    |
|                                             |                               | Ilie Verdeț (1925-2001) Primer ministro                                       | 30 de marzo de 197930 de marzo de 1980                                            | 30 de marzo de 198020 de mayo de 1982                                                  | PCR                  | -1980      |                |                                    |
|                                             |                               | Constantin Dăscălescu (1925-2001) Primer ministro                             | 21 de mayo de 198228 de marzo de 1985                                             | 29 de marzo de 198522 de diciembre de 1989                                             | PCR                  | -1985      |                |                                    |

## República de Rumanía (1989-presente)
| N.º | Foto                    | Nombre                            | Duración del mandato    | Duración del mandato    | Duración del mandato | Partido político                                       | Gabinete                               | Gabinete                               | Parlamento                                    |
| N.º | Foto                    | Nombre                            | Inicio                  | Fin                     | Días                 | Partido político                                       | Gabinete                               | Gabinete                               | Parlamento                                    |
| --- | ----------------------- | --------------------------------- | ----------------------- | ----------------------- | -------------------- | ------------------------------------------------------ | -------------------------------------- | -------------------------------------- | --------------------------------------------- |
| -   |                         | Frente de Salvación Nacional      | 22 de diciembre de 1989 | 26 de diciembre de 1989 | 4                    | Frente de Salvación Nacional (FSN)                     | I                                      | FSN                                    | -                                             |
| 1   |                         | Petre Roman (n. 1946)             | 26 de diciembre de 1989 | 16 de octubre de 1991   | 659                  | Frente de Salvación Nacional (FSN)                     | I                                      | FSN                                    | 1990                                          |
| 2   |                         | Theodor Stolojan (n. 1943)        | 16 de octubre de 1991   | 19 de noviembre de 1992 | 400                  | Frente de Salvación Nacional (FSN)                     | I                                      | FSN                                    | 1990                                          |
| 3   |                         | Nicolae Văcăroiu (n. 1943)        | 19 de noviembre de 1992 | 11 de diciembre de 1996 | 1483                 | Partido Socialdemócrata (PSD)                          | I                                      | PSD                                    | 1992                                          |
| 4   |                         | Victor Ciorbea (n. 1954)          | 12 de diciembre de 1996 | 30 de marzo de 1998     | 473                  | Partido Nacional Campesino Cristiano Demócrata (PNȚCD) | I                                      | PNL - PNȚCD - PNȚ - PLD - PSDR - RMDSZ | 1996                                          |
| -   |                         | Gavril Dejeu (n. 1932)            | 30 de marzo de 1998     | 17 de abril de 1998     | 18                   | Partido Nacional Campesino Cristiano Demócrata (PNȚCD) | I                                      | PNL - PNȚCD - PNȚ - PLD - PSDR - RMDSZ | 1996                                          |
| 5   |                         | Radu Vasile (1942-2013)           | 17 de abril de 1998     | 13 de diciembre de 1999 | 605                  | Partido Nacional Campesino Cristiano Demócrata (PNȚCD) | I                                      | PNL - PNȚCD - PNȚ - PLD - PSDR - RMDSZ | 1996                                          |
| -   |                         | Alexandru Athanasiu (n. 1955)     | 13 de diciembre de 1999 | 22 de diciembre de 1999 | 9                    | Partido Social Demócrata Rumano (PSDR)                 | I                                      | PNL - PNȚCD - PNȚ - PLD - PSDR - RMDSZ | 1996                                          |
| 6   |                         | Mugur Isărescu (n. 1949)          | 22 de diciembre de 1999 | 28 de diciembre de 2000 | 372                  | Independiente                                          | I                                      | PNL - PNȚCD - PD - RMDSZ               | 1996                                          |
| 7   |                         | Adrian Năstase (n. 1950)          | 28 de diciembre de 2000 | 21 de diciembre de 2004 | 1454                 | Partido Socialdemócrata (PSD)                          | I                                      | PSD - PUR                              | 2000                                          |
| -   |                         | Eugen Bejinariu (n. 1959)         | 21 de diciembre de 2004 | 28 de diciembre de 2004 | 7                    | Partido Socialdemócrata (PSD)                          | I                                      | PSD - PUR                              | 2000                                          |
| 8   |                         | Călin Popescu-Tăriceanu (n. 1952) | 21 de diciembre de 2004 | 5 de abril de 2007      | 1462                 | Partido Nacional Liberal (PNL)                         | I                                      | PNL - PD-L - RMDSZ - PC                | 2004                                          |
| 8   | 5 de abril de 2007      | Călin Popescu-Tăriceanu (n. 1952) | 22 de diciembre de 2008 | II                      | 1462                 | Partido Nacional Liberal (PNL)                         | PNL - RMDSZ                            |                                        | 2004                                          |
| 9   |                         | Emil Boc (n. 1966)                | 22 de diciembre de 2008 | 23 de diciembre de 2009 | 1461                 | Partido Demócrata Liberal (PDL)                        | I                                      | PDL - PSD - PC                         | 2008                                          |
| 9   | 23 de diciembre de 2009 | Emil Boc (n. 1966)                | 6 de febrero de 2012    | II                      | 1461                 | Partido Demócrata Liberal (PDL)                        | PDL - RMDSZ - UNPR                     |                                        | 2008                                          |
| -   |                         | Cătălin Predoiu (n. 1968)         | 6 de febrero de 2012    | 9 de febrero de 2012    | 3                    | Independiente                                          | I                                      | PDL - RMDSZ - UNPR                     | 2008                                          |
| 10  |                         | Mihai Răzvan Ungureanu (n. 1968)  | 9 de febrero de 2012    | 7 de mayo de 2012       | 88                   | Independiente                                          | I                                      | PDL - RMDSZ - UNPR                     | 2008                                          |
| 11  |                         | Victor Ponta (n. 1972)            | 7 de mayo de 2012       | 21 de diciembre de 2012 | 1141                 | Partido Socialdemócrata (PSD)                          | I                                      | PSD - PC - PNL - UNPR                  | 2008                                          |
| 11  | 21 de diciembre de 2012 | Victor Ponta (n. 1972)            | 5 de marzo de 2014      | II                      | 1141                 | Partido Socialdemócrata (PSD)                          | PSD - PNL - PC - UNPR                  | 2012                                   |                                               |
| 11  | 5 de marzo de 2014      | Victor Ponta (n. 1972)            | 17 de diciembre de 2014 | III                     | 1141                 | Partido Socialdemócrata (PSD)                          | PSD - RMDSZ - PC - UNPR - PLR          | 2012                                   |                                               |
| 11  | 17 de diciembre de 2014 | Victor Ponta (n. 1972)            | 22 de junio de 2015     | IV                      | 1141                 | Partido Socialdemócrata (PSD)                          | PSD - RMDSZ - PMP - PNȚCD - PSRO - PRU | 2012                                   |                                               |
| -   |                         | Gabriel Oprea (n. 1961)           | 22 de junio de 2015     | 9 de julio de 2015      | 17                   | Unión Nacional para el Progreso de Rumanía (UNPR)      | I                                      | 2012                                   | PSD - RMDSZ - PMP - PNȚCD - PSRO - PRU        |
| 11  |                         | Victor Ponta (n. 1972)            | 9 de julio de 2015      | 29 de julio de 2015     | 20                   | Partido Socialdemócrata (PSD)                          | V                                      | 2012                                   | PSD - RMDSZ - PMP - PNȚCD - PSRO - PRU        |
| -   |                         | Gabriel Oprea (n. 1961)           | 29 de julio de 2015     | 10 de agosto de 2015    | 12                   | Unión Nacional para el Progreso de Rumanía (UNPR)      | II                                     | 2012                                   | PSD - RMDSZ - PMP - PNȚCD - PSRO - PRU        |
| 11  |                         | Victor Ponta (n. 1972)            | 10 de agosto de 2015    | 5 de noviembre de 2015  | 87                   | Partido Socialdemócrata (PSD)                          | VI                                     | 2012                                   | PSD - RMDSZ - PMP - PNȚCD - PSRO - PRU        |
| -   |                         | Sorin Cîmpeanu (n. 1968)          | 5 de noviembre de 2015  | 17 de noviembre de 2015 | 12                   | Alianza de Liberales y Demócratas (ALDE)               | I                                      | 2012                                   | PSD - RMDSZ - PMP - PNȚCD - PSRO - PRU - ALDE |
| 12  |                         | Dacian Cioloș (n. 1969)           | 17 de noviembre de 2015 | 4 de enero de 2017      | 414                  | Independiente                                          | I                                      | 2012                                   | PSD                                           |
| 13  |                         | Sorin Grindeanu (n. 1973)         | 4 de enero de 2017      | 29 de junio de 2017     | 206                  | Partido Socialdemócrata (PSD)                          | I                                      | PSD - ALDE                             | 2016                                          |
| 14  |                         | Mihai Tudose (n. 1967)            | 29 de junio de 2017     | 16 de enero de 2018     | 201                  | Partido Socialdemócrata (PSD)                          | I                                      | PSD - ALDE                             | 2016                                          |
| -   |                         | Mihai Fifor (n. 1970)             | 16 de enero de 2018     | 29 de enero de 2018     | 13                   | Partido Socialdemócrata (PSD)                          | I                                      | PSD - ALDE                             | 2016                                          |
| 15  |                         | Viorica Dăncilă (n. 1963)         | 16 de enero de 2018     | 4 de noviembre de 2019  | 657                  | Partido Socialdemócrata (PSD)                          | I                                      | PSD - ALDE                             | 2016                                          |
| 16  |                         | Ludovic Orban (n. 1963)           | 4 de noviembre de 2019  | 7 de diciembre de 2020  | 399                  | Partido Nacional Liberal (PNL)                         | I                                      | PNL                                    | 2016                                          |
| -   |                         | Nicolae Ciucă (n. 1967)           | 7 de diciembre de 2020  | 23 de diciembre de 2020 | 16                   | Partido Nacional Liberal (PNL)                         | I                                      | PNL                                    | 2016                                          |
| 17  |                         | Florin Cîțu (n. 1972)             | 23 de diciembre de 2020 | 25 de noviembre de 2021 | 337                  | Partido Nacional Liberal (PNL)                         | I                                      | PNL - USR/PLUS - RMDSZ                 | 2020                                          |
| 18  |                         | Nicolae Ciucă (n. 1967)           | 25 de noviembre de 2021 | 12 de junio de 2023     | 564                  | Partido Nacional Liberal (PNL)                         | II                                     | PSD - PNL - RMDSZ                      | 2020                                          |
| -   |                         | Cătălin Predoiu (n. 1968)         | 12 de junio de 2023     | 15 de junio de 2023     | 3                    | Partido Nacional Liberal (PNL)                         | I                                      | PSD - PNL - RMDSZ                      | 2020                                          |
| 19  |                         | Marcel Ciolacu (n. 1967)          | 15 de junio de 2023     | 23 de diciembre de 2024 | 557                  | Partido Socialdemócrata (PSD)                          | I                                      | PSD - PNL                              | 2020                                          |
| 19  | 23 de diciembre de 2024 | Marcel Ciolacu (n. 1967)          | 6 de mayo de 2025       | II                      | 557                  | Partido Socialdemócrata (PSD)                          | PSD - PNL - RMDSZ                      | 2024                                   |                                               |
| -   |                         | Cătălin Predoiu (n. 1968)         | 6 de mayo de 2025       | 23 de junio de 2025     | 48                   | Partido Nacional Liberal (PNL)                         | PSD - PNL - RMDSZ                      | 2024                                   | II                                            |
| 20  |                         | Ilie Bolojan (n. 1969)            | 23 de junio de 2025     | En el cargo             | 1                    | Partido Nacional Liberal (PNL)                         | I                                      | 2024                                   | PSD - PNL - USR - RMDSZ                       |

## Enlaces
- Constitución rumana de 1991

- Datos: Q15304810
- Multimedia: Prime ministers of Romania / Q15304810